# María Nélida Doga
María Nélida Doga (La Plata, 1947) é uma política e psicóloga argentina que foi Ministra do Desenvolvimento Social entre 19 de fevereiro de 2002 e 25 de maio de 2003.

## Biografia
Estudou Psicologia na Universidade Nacional de La Plata e, posteriormente, exerceu a profissão e lecionou em várias instituições. Em sua adolescência conheceu Chiche Duhalde, que a sugeriu para os cargos que ocuparia mais tarde.
Dirigiu o Conselho da Mulher da Província de Buenos Aires, quando Eduardo Duhalde era Governador, e o Conselho da Família e Desenvolvimento Humano da Nação, quando chegou à presidência.

### Ministra do Desenvolvimento Social e Meio Ambiente
Sua escolha como ministra do Desenvolvimento Social e Meio Ambiente foi inesperada e atribuída a uma escolha direta de Chiche Duhalde que, na prática, controlava a pasta. O presidente Duhalde a empossou no cargo em 19 de fevereiro de 2002. Uma de suas primeiras ações foi acompanhar Chiche Duhalde em uma comitiva de ministros aos Estados Unidos em missão oficial para obter recursos financeiros ao governo argentino.
Como ministra se caracterizou por manter-se discreta, evitando recorrer à mídia. Sua pasta acabou trazida para os holofotes após a temporada de Enchentes na província de Santa Fé em 2003 que deixaram 23 mortos (segundo o levantamento oficial, enquanto levantamentos independentes apontam até 160 mortos), 50 mil pessoas evacuadas, 28 mil residências danificadas e ou destruídas e prejuízos de mais de 2,8 bilhão de dólares. Apesar de informes sobre o risco de inundações feitos pelo Instituto Nacional del Agua (ligado ao ministério) desde o final dos anos 1990 e da própria ministra Doga ter visitado a província meses antes prometendo investimentos, a resposta das autoridades foi lenta e potencializou o desastre econômico e social.
Após deixar o ministério foi eleita deputada nacional pela província de Buenos Aires, exercendo mandato entre 2003 e 2007.